# محمد أمين توغاي
محمد أمين توغاي (مواليد 22 يناير 2000) هو لاعب كرة قدم جزائري يلعب كمدافع في نادي الترجي الرياضي التونسي.
لعب لنادي نصر حسين داي سنوات 2018-2019 قبل ان ينتقل إلى نادي الترجي الرياضي التونسي.
شارك مع المنتخب الجزائري المحلي في بطولة كأس العرب 2021 و توج مع منتخب بلاده.